# 쇼카와촌
쇼카와촌(일본어: 荘川村)은 일본 기후현 오노군에 설치되었던 촌이다.  2005년 2월 1일에 오노군 시라카와촌을 제외한 6개 마을 및 요시키군 2정촌과 함께 다카야마시에 편입되었다. 

## 지리
기후현 오노군에 속하는 마을로 현 북서부에 있으며 이시카와현, 후쿠이현에 접한다. 

## 역사
- 1889년 7월 1일 - 정촌제 시행으로 오노군 쇼카와촌이 성립하였다.
- 2005년 2월 1일 - 오노 군 뉴카와 촌·기요미 촌·미야 촌·구구노 정·아사히 촌·다카네 촌, 요시키 군 고쿠호 정·가미타카라 촌과 함께 다카야마시에 편입되었다.

## 행정
- 촌장 : 마시도 미쓰구 (益戸美次) (1995년 4월 30일 - 2005년 2월 1일)

## 교통

### 철도
- 촌내에는 철도노선이 설치되지 않았다. 대신 도카이 여객철도 다카야마 본선의 다카야마역에서 이용했었다.

### 도로
- 도카이호쿠리쿠 자동차도
- 주부 종관 자동차도
- 국도 156호선
- 국도 158호선
- 국도 257호선

## 참고 문헌
- 角川日本地名大辞典編纂委員会,『角川日本地名大辞典 21 岐阜県』1980, 角川書店